# SN 2008dc
SN 2008dc – supernowa typu Ib/c odkryta 6 kwietnia 2008 roku w galaktyce A164729+0918. W momencie odkrycia miała maksymalną jasność 18,10m.